# 손태인
손태인(孫泰仁, 1946년 10월 18일 ~ 2002년 1월 5일, 경상남도 밀양시)은 대한민국의 정치인이다. 제16대 국회의원을 지냈다. 본관은 일직.

## 학력
- 동래중학교 졸업
- 부산남고등학교 졸업
- 고려대학교 사회학과 졸업

## 경력
- 민족이념연구회 회장
- 민주화추진협의회 운영위원
- 국회 정책연구위원
- 민주당 부산광역시 지부장
- 독도유인도화운동본부 공동의장
- 국회농림해양수산위원

## 역대 선거 결과
|  | 26.96% |

|  | 28.97% |

|  | 65.79% |